# Molly Bruggeman
Molly Bruggeman (* 19. Juni 1992 in Dayton, Ohio) ist eine US-amerikanische Ruderin.
Molly Bruggeman begann 2007 mit dem Rudersport. 2012 belegte sie mit dem Vierer ohne Steuerfrau den sechsten Platz bei den U23-Weltmeisterschaften, 2013 war sie Sechste mit dem Doppelvierer. Bei den U23-Weltmeisterschaften 2014 ruderte Bruggeman sowohl im Vierer ohne Steuerfrau als auch im Achter und gewann in beiden Bootsklassen den Titel. 2015 siegte sie zusammen mit Emily Huelskamp bei den Panamerikanischen Spielen in Toronto im Zweier ohne Steuerfrau.
2016 trat sie bei den Weltmeisterschaften in den nichtolympischen Bootsklassen mit Kristine O’Brien, Emily Huelskamp und Corinne Schoeller im Vierer ohne Steuerfrau an und gewann Silber hinter den Britinnen. Bei den Weltmeisterschaften 2017 belegten Bruggeman, O’Brien, Erin Reelick und Kendall Chase den vierten Platz. 2018 kamen zwei Ruderinnen neu in den US-Vierer. In der Besetzung Madeleine Wanamaker, Erin Boxberger, Molly Bruggeman und Erin Reelick gewann das Boot den Titel bei den Weltmeisterschaften in Plowdiw vor den Australierinnen und den Russinnen.
Bruggeman kehrte 2022 als Ruderin im Achter zurück und belegte den vierten Platz bei den Weltmeisterschaften 2022. Ein Jahr später wurde sie zusammen mit Kelsey Reelick, Madeleine Wanamaker und Claire Collins im Vierer ohne Steuerfrau Vierte bei den Weltmeisterschaften 2023 in Belgrad. 2024 wechselten Bruggeman, Wanamaker und Collins in den US-Achter. Bei den Olympischen Spielen 2024 erreichte der Achter aus den Vereinigten Staaten die Ziellinie als fünftes Boot.